# Majolika
Maiolica /maɪˈɒlɪkə/ je glazirana keramika ukrašena bojama na bijeloj podlozi. Najpoznatija talijanska majolika je iz razdoblja renesanse. Ta su djela bila poznata kao istoriato wares ("oslikana pričama") kada su prikazivala povijesne i mitske scene. Do kraja 15. stoljeća više lokacija, uglavnom u sjevernoj i središnjoj Italiji, proizvodilo je sofisticirane komade za luksuzno tržište u Italiji i šire. U Francuskoj se majolika razvila kao fajansa, u Nizozemskoj i Engleskoj kao delftware, a u Španjolskoj kao talavera.

## Ime
Smatra se da ime dolazi od srednjovjekovne talijanske riječi za Mallorcu, otok na putu za brodove koji su dovozili hispano-moresknu robu iz Valencije u Italiju. Maurski lončari s Majorke navodno su radili na Siciliji, a pretpostavlja se da je njihova roba stigla na talijansko kopno iz Caltagironea. Alternativno objašnjenje imena je da dolazi od španjolskog izraza obra de Málaga, koji označava "[uvezene] proizvode iz Málage", ili obra de mélequa, španjolski naziv za sjaj.
U 15. stoljeću pojam maiolica odnosio se isključivo na sjajno posuđe, uključujući i talijanski i španjolski uvoz, a proizvodi od kositrene glazure bili su poznati kao bianchi (bijelo posuđe). Do 1875. izraz je bio u upotrebi za opis keramike izrađene u Italiji, lustrirane ili ne, od posuđa glaziranog kositrom. Sa španjolskim osvajanjem Astečkog carstva, proizvodi od maiolike glazirani kositrom počeli su se proizvoditi u dolini Meksika već 1540. godine, isprva kao imitacija posuđa glaziranog kositra uvezenog iz Seville. Meksička majolika poznata je kao 'Talavera'.
"Predstavnim proširenjem i ograničenjem naziv se može primijeniti na svo posuđe s kositrom, bez obzira na nacionalnost, izrađeno u talijanskoj tradiciji ... naziv faïence (ili istoznačni engleski 'delftware') rezerviran je za kasniju robu 17. stoljeća nadalje, bilo u originalnim stilovima (kao u slučaju Francuza) ili, češće, u nizozemsko-kineskoj (Delft) tradiciji." Izraz "maiolica" ponekad se primjenjuje na moderno posuđe glazirano kositrom koje izrađuju studijski keramičari.

## Kositreno glazirano zemljano posuđe
Limeno ostakljenje stvara bijelu, neprozirnu površinu za bojanje. Boje se nanose kao metalni oksidi ili kao fritirane podglazure na nepečenu glazuru, koja upija pigment poput freske, čineći pogreške nemogućima za ispravljanje, ali zadržavajući briljantne boje. Ponekad je površina prekrivena drugom glazurom (koju Talijani zovu coperta) koja daje veći sjaj i briljantnost robi. U slučaju glazirane robe, potrebno je daljnje pečenje bez kisika na nižoj temperaturi. Peći su zahtijevale drvo kao i prikladnu glinu. Glazura se pravila od pijeska, vinskog taloga, spojeva olova i spojeva kositra. Glinčano posuđe s kositrenom glazurom često je sklono ljuštenju i donekle je osjetljivo.
Analiza uzoraka talijanske maiolike keramike iz srednjeg vijeka pokazala je da kositar nije uvijek bio sastavni dio glazure, čiji je kemijski sastav varirao.
Posuđe iz petnaestog stoljeća koje je pokrenulo majolicu kao oblik umjetnosti bilo je proizvod evolucije u kojoj je srednjovjekovno posuđe od olovne glazure poboljšano dodatkom kositrenih oksida pod utjecajem islamske robe uvezene preko Sicilije. Takva arhaična roba ponekad se naziva "protomaiolika". Tijekom kasnijeg četrnaestog stoljeća, ograničena paleta boja za zemljano posuđe ukrašeno obojenim olovnim glazurama (bez dodanog kositrenog oksida) proširena je s tradicionalne mangan ljubičaste i bakreno zelene na kobalt plavu, antimon žutu i željezno-oksidno narančastu. Proizvodili su se i sgraffito proizvodi u kojima je bijela glazura od kositrenog oksida izgrebana kako bi se proizveo dizajn s otkrivenog tijela posuđa. Ostaci sgraffito posuđa iskopani iz peći u Baccheretu, Montelupu i Firenci pokazuju da su se takvi proizvodi proizvodili šire nego u Perugi i Città di Castello, mjestima kojima su se tradicionalno pripisivali.

## Povijest proizvodnje
Profinjena proizvodnja zemljanog posuđa s kositrenom glazurom napravljena za više od lokalnih potreba bila je koncentrirana u središnjoj Italiji od kraja trinaestog stoljeća, posebno u contadi u Firenci. Obitelj firentinskih kipara Della Robbia također je prihvatila medij. Samom gradu je opala važnost kao središte proizvodnje majolike u drugoj polovici petnaestog stoljeća, možda zbog lokalne krče šuma, a proizvodnja je bila raštrkana po malim zajednicama, i, nakon sredine petnaestog stoljeća, u Faenzi.
Lončari iz Montelupa postavili su keramičare u Cafaggiolu. Godine 1490., dvadeset i tri majstora lončara iz Montelupa pristali su prodati godišnju proizvodnju Francescu Antinoriju iz Firence; Montelupo je osigurao iskusne keramičare koje su vlasnici Medici postavili 1495. godine u Villu Medicea di Cafaggiolo.
U petnaestom stoljeću firentinska roba potaknula je proizvodnju maiolike u Arezzu i Sieni.
Talijanska majolika je u tom razdoblju dosegla zadivljujući stupanj savršenstva. U Romagni, Faenza, koja je dala ime fajansi, proizvodila je finu majolicu iz ranog petnaestog stoljeća; bio je to jedini značajniji grad u kojem je proizvodnja keramike postala glavnim dijelom gospodarstva. Bologna je proizvodila proizvode s olovnom glazurom za izvoz. I Orvieto i Deruta proizvodili su maioliche u petnaestom stoljeću.
U šesnaestom stoljeću proizvodnja maiolike je uspostavljena u Castel Duranteu, Urbinu, Gubbiu i Pesaru. Početkom šesnaestog stoljeća razvija se istoriato roba na kojoj su povijesne i mitske scene bile oslikane vrlo detaljno. Državni muzej srednjovjekovne i moderne umjetnosti u Arezzu tvrdi da ima najveću talijansku zbirku istorijske robe. Proizvodi Istoriato također su dobro zastupljeni u British Museumu u Londonu.
Nešto majolike proizvedeno je na sjeveru do Padove, Venecije i Torina i na jugu do Palerma i Caltagironea na Siciliji i Laterze u Apuliji. U sedamnaestom stoljeću Savona je postala istaknuto mjesto proizvodnje.
Raznolikost stilova koji su se pojavili u šesnaestom stoljeću prkosi klasifikaciji. Goldthwaite primjećuje da Paride Berardijeva morfologija Pesaro maioliche obuhvaća četiri stila u 20 podskupina; Tiziano Mannoni kategorizirao je ligursku robu u četiri vrste, osam potkategorija i 36 daljnjih odjela; Morfologija Galeazzo Core proizvodnje Montelupa je u 19 grupa i 51 kategoriji. Raznolikost stilova najbolje se može vidjeti u komparativnoj studiji ljekarničkih staklenki proizvedenih između 15. i 18. stoljeća. Talijanski gradovi poticali su lončarsku industriju nudeći porezne olakšice, državljanstvo, monopolska prava i zaštitu od vanjskog uvoza.
Važan dokument iz sredine šesnaestog stoljeća o tehnikama slikanja majolike je rasprava Cipriana Piccolpassa. Zapažen je rad pojedinih majstora iz šesnaestog stoljeća kao što su Nicola da Urbino, Francesco Xanto Avelli, Guido Durantino i Orazio Fontana iz Urbina, Mastro Giorgio iz Gubbija i Maestro Domenigo iz Venecije. Gubbio luster koristio je zelenkasto žutu, jagodasto ružičastu i rubin crvenu boju.
Tradicija fine majolike bila je pod sve većom konkurencijom u 18. stoljeću, uglavnom od porculana i bijele zemljane posude. Ali 18. stoljeće nije razdoblje neumoljivog propadanja. Kako bi se suočio s konkurencijom porculana i njegovih živih boja, uveden je postupak trećeg pečenja (piccolo fuoco), isprva u sjeverozapadnoj Europi sredinom stoljeća. Nakon tradicionalna dva paljenja na 950 °C, vitrificirana glazura je obojena bojama koje bi degradirale na tako visokim temperaturama i pečena je treći put na nižoj temperaturi, oko 600-650 °C. Tako su uvedene nove jarke boje, posebice crvena i razne nijanse ružičaste dobivene iz zlatnog klorida. Vjeruje se da je jedan od prvih koji je uveo ovu tehniku u Italiju bio Ferretti u Lodiju, u sjevernoj Italiji. Lodi maiolica je već u drugoj četvrtini 18. stoljeća dosegla visoku kvalitetu. Uvođenjem treće tehnike pečenja i sve većim zanimanjem za botaniku i znanstvena promatranja razvija se profinjena proizvodnja majolike ukrašene naturalističkim cvijećem.
Talijanska majolika i dalje se često proizvodi u mnogim središtima u oblicima narodne umjetnosti i reprodukcijama povijesnog stila. Neka od glavnih središta proizvodnje (npr. Deruta i Montelupo) još uvijek proizvode majolicu koja se prodaje diljem svijeta. Moderna majolika izgleda drugačije od stare majolike jer je njena glazura obično zamućena jeftinijim cirkonom, a ne kositrom. Međutim, neki su se keramičari specijalizirali za izradu predmeta u renesansnom stilu autentičnog izgleda s pravom glazurom od kositra.

## Galerija
- Blue and white vase with oak-leaf and dogs decor, Florence, cca. 1400–1450 Muzej Bargello
- Faenza, Casa Pirota workshop, cca. 1510–1530 (Walters Art Museum)
- An albarello (drug jar) from Venice or Castel Durante, 16th century. Approx 30 cm high. Decorated in cobalt blue, copper green, antimony yellow, and yellow ochre. Burrell Collection
- Faenza, istoriato ware by Baldassare Manara, after Giovanni Antonio da Brescia, cca. 1520–1547 (Walters Art Museum)
- The Tiber in Flood, Francesco Xanto Avelli, Maiolica dish, 1531
- Maiolica dish, cca. 1537 at Waddesdon Manor
- Keramika iz Lodija, Italy, with fruit decoration, Coppellotti factory, cca. 1740
- Polychrome majolica dish with paintings of a fish, flowers, and fruit. Lodi, Italija, 1751.
- Maiolica stand produced in Lodi, Italy, Coppellotti factory, 18th century

## vanjske poveznice
- Maiolica dish, From Deruta, Umbria, Italy, around AD 1490–1525, British Museum The maiolica collection includes Italian Renaissance and Moorish pieces
- Italian maiolica
- Metropolitan Museum of Art
- Maiolica exhibition at Waddesdon Manor